# Florence (Texas)
Florence város az USA Texas államában, Williamson megyében. Lakosainak száma 1171 fő (2020. április 1.).

## Népesség
A település népességének változása:
| Lakosok száma | 1054 | 1136 | 1171 |
|               | 2000 | 2010 | 2020 |